# Юдин, Валентин Гурьянович
Валенти́н Гурья́нович Ю́дин (15 февраля 1924, Ульяновский уезд, Симбирская губерния — 15 июня 1976, Ульяновская область) — участник Великой Отечественной войны, полный кавалер ордена Славы, командир отделения разведки 568-го миномётного полка 42-й миномётной бригады 18-й артиллерийской дивизии 8-й гвардейской армии 1-го Белорусского фронта, старший сержант.

## Биография
Родился 15 февраля 1924 года в селе Ленивцево. Окончил 6 классов. Работал трактористом в колхозе.
В Красной Армии с октября 1942 года. Участник Великой Отечественной войны с января 1943 года. Сражался на 1-м и 2-м Белорусских фронтах. Принимал участие в освобождении Белоруссии, Польши, в боях на территории Германии, в штурме Берлина.
Разведчик-наблюдатель 568-го миномётного полка 42-й миномётной бригады красноармеец Валентин Юдин 14-15 октября 1944 года в боях по расширению плацдарма на правом берегу реки Нарев, ведя наблюдение и корректируя огонь наших миномётов, обнаружил замаскированное орудие врага и сообщил координаты на командный пункт. Огневым ударом орудие было уничтожено.
16 октября 1944 года во время отражения контратаки противника восточнее населённого пункта Буды-Цепелин Валентин Юдин защитил командира взвода, сразив из автомата целившегося в него гитлеровца. Приказом по 18-й артиллерийской дивизии от 6 ноября 1944 года за мужество и отвагу, проявленные в боях, красноармеец Юдин Валентин Гурьянович награждён орденом Славы 3-й степени.
27 января 1945 года при отражении вражеской контратаки на левом берегу реки Висла Валентин Юдин в составе 568-го миномётного полка 42-й миномётной бригады, умело замаскировавшись, встретил гранатами штурмовое орудие с десантом на броне и уничтожил четверых автоматчиков. Вместе со стрелками вынудил врага к отступлению. Приказом по 65-й армии от 17 марта 1945 года за мужество и отвагу, проявленные в боях, красноармеец Юдин Валентин Гурьянович награждён орденом Славы 2-й степени.
В апреле 1945 года во время уличных боёв в столице вражеской Германии — городе Берлине командир отделения разведки 568-го миномётного полка 42-й миномётной бригады Валентин Юдин, находясь в боевых порядках пехоты и ведя наблюдение за врагом, обнаружил четыре пулемёта, три артиллерийские батареи, а также скопления живой силы противника, которые затем подверглись огневым ударам.
28 апреля 1945 года Валентин Юдин поразил из личного оружия шесть противников и троих взял в плен. 30 апреля 1945 года в центре Берлина захваченным у врага фаустпатроном поджёг склад боеприпасов.
Указом Президиума Верховного Совета СССР от 15 мая 1946 года за образцовое выполнение заданий командования в боях с немецко-вражескими захватчиками Юдин Валентин Гурьянович награждён орденом Славы 1-й степени; стал полным кавалером ордена Славы.
В 1945 году демобилизован, вернулся на родину. В 1958 году принят в КПСС. Возглавлял тракторную бригаду в колхозе. Скончался 15 июня 1976 года.

## Награды
- медаль «За оборону Ленинграда» (вручена 20.08.1943)[6]
- медаль «За боевые заслуги» (5.3.1944)[7]
- орден Славы 1-й (15.5.1946)[5], 2-й (17.3.1945)[4] и 3-й (6.11.1944)[3] степеней
- медаль «За победу над Германией» (вручена 23.06.1945)[8]
- орден Красного Знамени.

## Память
Его именем названа улица в селе Абрамовка Ульяновской области, где В. Г. Юдин жил.

## Комментарии
1. ↑  Село Ленивцево[2], относившееся к Симбирскому уезду, в последующем входило в состав Майнского района Ульяновской области; не сохранилось.